# Таладига Спрингс (Алабама)
Таладига Спрингс (енгл. Talladega Springs) град је у америчкој савезној држави Алабама. По попису становништва из 2010. у њему је живело 166 становника.

## Демографија
Према попису становништва из 2010. у граду је живело 166 становника, што је 42 (33,9%) становника више него 2000. године.
| Група             | 2000.       | 2010.       |
| Белци             | 113 (91,1%) | 149 (89,8%) |
| Афроамериканци    | 8 (6,5%)    | 13 (7,8%)   |
| Азијати           | 0 (0,0%)    | 0 (0,0%)    |
| Хиспаноамериканци | 2 (1,6%)    | 0 (0,0%)    |
| Укупно            | 124         | 166         |